# Туассе (кантон)
Туассе́ (фр. Thoissey) — кантон во Франции, находится в регионе Рона — Альпы, департамент Эн. Входит в состав округа Бурк-ан-Брес.
Код INSEE кантона — 0132. Всего в кантон Туассе входят 12 коммун, из них главной коммуной является Туассе.

## Коммуны кантона
| Коммуна                | Население, чел | Почтовый индекс | Код INSEE |
| ---------------------- | -------------- | --------------- | --------- |
| Вален                  | 67             | 01140           | 01428     |
| Герен                  | 1065           | 01090           | 01183     |
| Гарнеран               | 565            | 01140           | 01167     |
| Женуйё                 | 399            | 01090           | 01169     |
| Ийя                    | 466            | 01140           | 01188     |
| Монмерль-сюр-Сон       | 2830           | 01090           | 01263     |
| Монсо                  | 908            | 01090           | 01258     |
| Моньенен               | 572            | 01140           | 01252     |
| Пейзьё-сюр-Сон         | 337            | 01140           | 01295     |
| Сен-Дидье-сюр-Шаларон  | 2259           | 01140           | 01348     |
| Сент-Этьен-сюр-Шаларон | 1179           | 01140           | 01351     |
| Туассе                 | 1358           | 01140           | 01420     |

## Население
Население кантона на 1999 год составляло 12 005 человек.
| 1962 | 1968 | 1975 | 1982 | 1990   | 1999   |
| ---- | ---- | ---- | ---- | ------ | ------ |
| 7236 | 7825 | 8105 | 9344 | 10 668 | 12 005 |